# 岡本車站 (兵庫縣)
岡本站（日语：／ Okamoto eki */?）是位於兵庫縣神戶市東灘區岡本，屬於阪急電鐵神戶本線的車站。車站編號為HK-11。本站最初只有停靠普通和急行（西宮北口站以西各站停靠）列車，阪神大地震後於1995年6月12日進行改點，本站開始停靠特急列車。

## 歷史
- 1920年（大正9年）7月16日 - 隨阪神急行電鐵（當時的社名）神戶線開通而開始營運。[3]。
- 1967年（昭和42年） - 廢止站區平交道[2]。
- 1979年（昭和54年） - 站房改建[2]。
- 1995年（平成7年）
  - 1月17日 - 由於阪神大地震的關係，停止營運。
  - 4月7日 - 夙川站 - 本站之間復駛[3]。往返於此區間內的普通列車開始營運。
  - 6月1日 - 本站 - 御影站之間復駛[4]。往返於夙川站 - 神戶高速鐵道新開地站之間的普通列車開始營運。
  - 6月12日 - 西宮北口站 - 夙川駅之間復駛，全線開通[4]。全面開始停靠特急列車。
- 2006年（平成18年）8月1日 - 設置電梯。
- 2013年（平成25年）12月21日 - 導入車站編號[5][6]。

在阪急神戶本線的車站中，此站是與JR距離最近的一個，為了與JR神戶線競爭，震災前曾有於本站停靠特急列車的構想。

## 車站構造
本站為側式月台2面2線的平面車站。全車種的列車皆有停靠，由於沒有轉轍器與絕對信號機，因此被分類為停留所。兩側月台間有設置地下道連通，同時也有設置電梯。

### 月台配置
| 月台 | 路線     | 方向 | 目的地                                |
| ---- | -------- | ---- | ------------------------------------- |
| 1    | 神戶本線 | 下行 | 往 神戶三宮、新開地、須磨浦公園、姬路 |
| 2    | 神戶本線 | 上行 | 往 大阪梅田、西宮北口、京都、寶塚     |

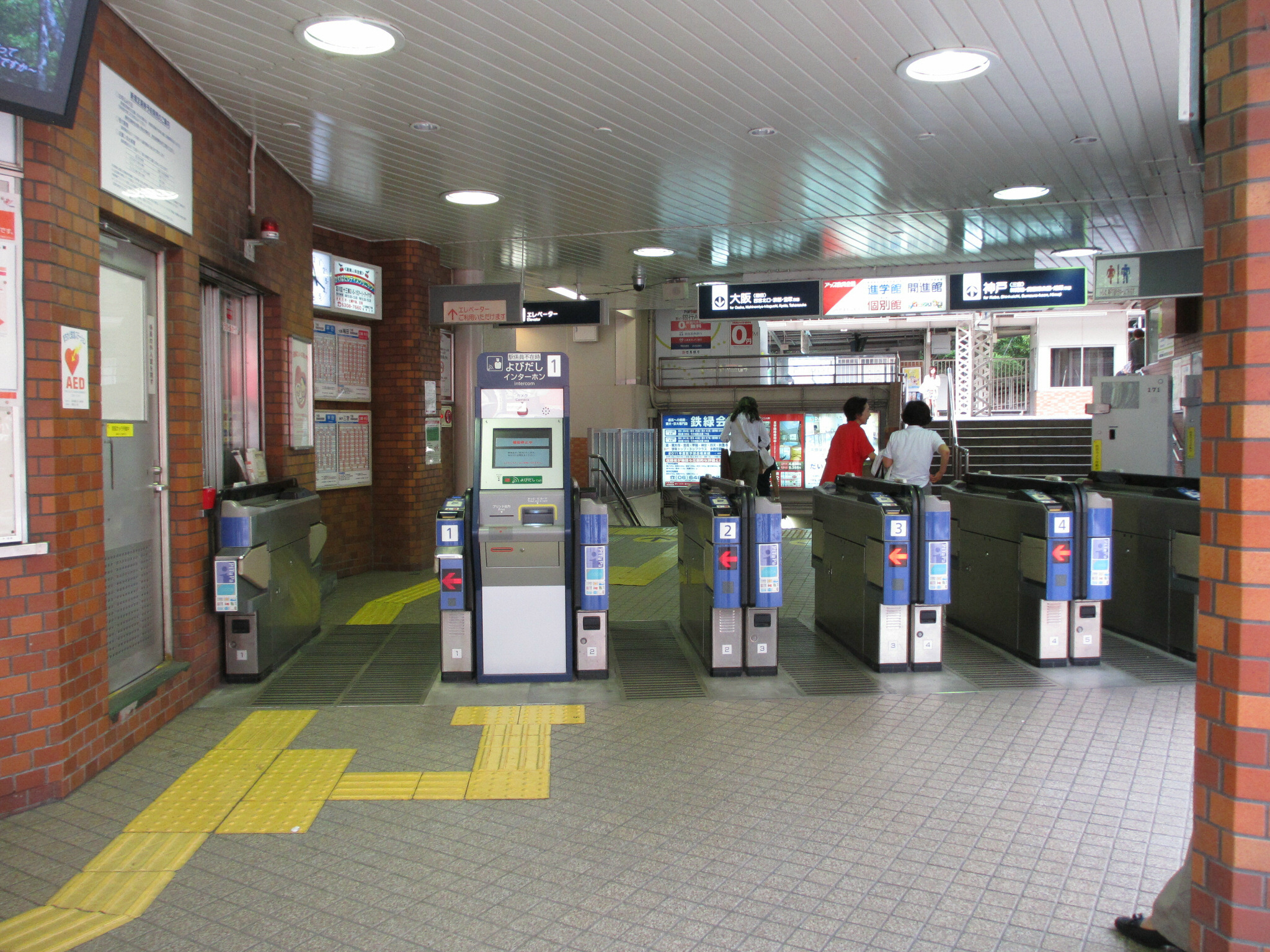
驗票口(2014年1月)
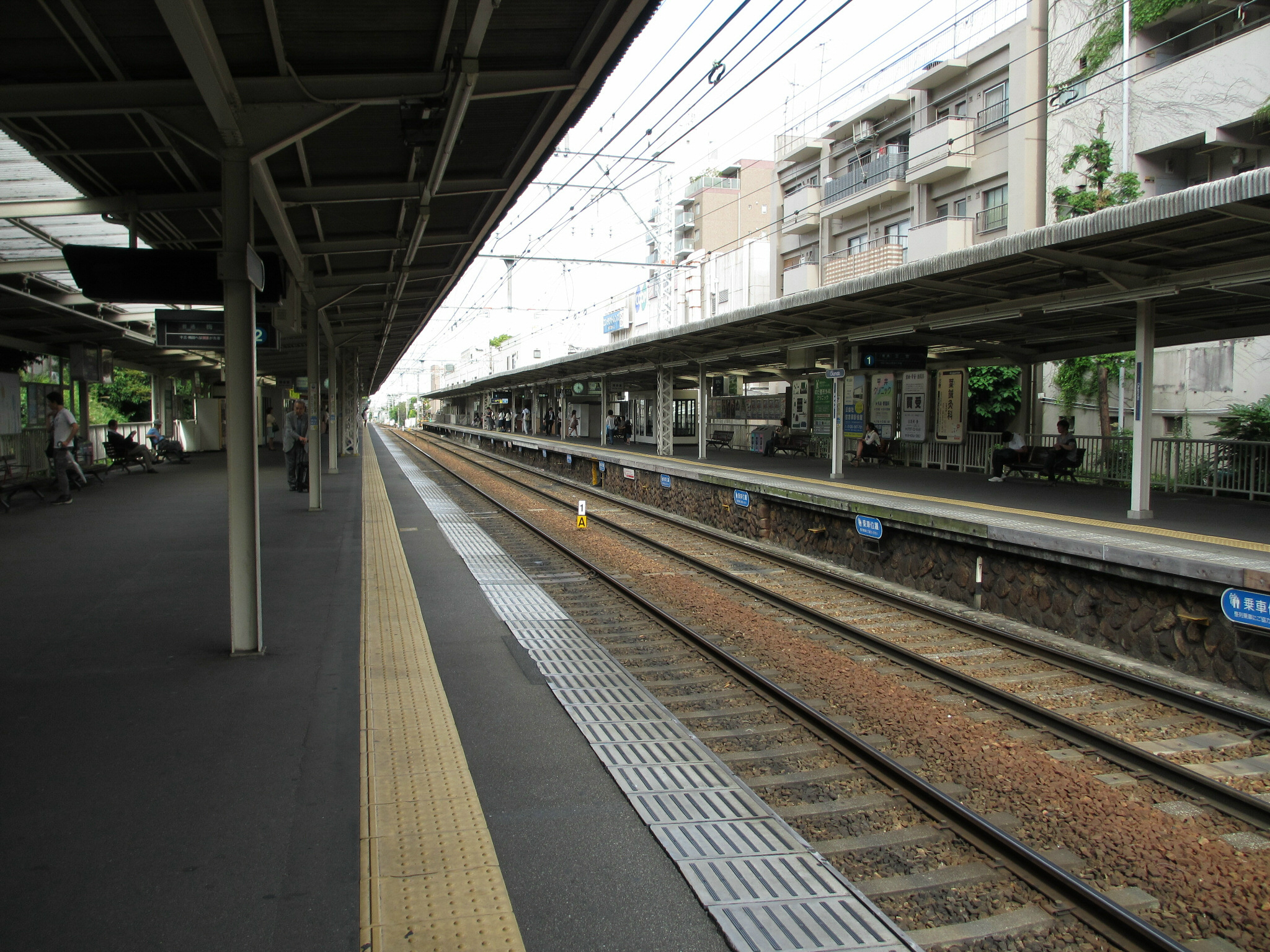
月台(2014年1月)

## 使用狀況
2021年的1日平均上下車人次為21,153人。在阪急電鐵的車站中排名第27。。
近年的1日平均上下車人次如下表。
- 2007年度起至2015年度的資料為平日的1日平均上下車人次。
- 2016年度後的資料為1日平均上下車人次。

| 年次               | 平日 上下車人次 | 平日 上車人次 | 全年平均 上下車人次 | 全年平均 上車人次 |
| ------------------ | --------------- | ------------- | ------------------- | ----------------- |
| 2007年（平成19年） | 31,028          | 15,346        | -                   | -                 |
| 2008年（平成20年） | 31,187          | 15,423        | -                   | -                 |
| 2009年（平成21年） | 31,273          | 15,460        | -                   | -                 |
| 2010年（平成22年） | 32,253          | 15,946        | -                   | -                 |
| 2011年（平成23年） | 32,609          | 16,122        | -                   | -                 |
| 2012年（平成24年） | 32,965          | 16,310        | -                   | -                 |
| 2013年（平成25年） | 32,785          | 16,239        | -                   | -                 |
| 2014年（平成26年） | 32,098          | 15,913        | -                   | -                 |
| 2015年（平成27年） | 32,132          | 15,919        | -                   | -                 |
| 2016年（平成28年） | -               | -             | 27,905              | 13,838            |
| 2017年（平成29年） | -               | -             | 28,009              | -                 |
| 2018年（平成30年） | -               | -             | 27,865              | -                 |
| 2019年（令和元年） | -               | -             | 28,105              | -                 |
| 2020年（令和2年）  |                 |               | 19,297              |                   |
| 2021年（令和3年）  |                 |               | 21,153              |                   |

## 車站周邊
居於阪神間之中的代表，車站周邊有許多豪壯的宅邸，為神戶市內地價最高的住宅區。
此外車站周圍大學林立，在JR攝津本山站前與本站周邊有許多吸引年輕人的咖啡店和雜貨店。
- 攝津本山站（JR神戶線） - 位於本站的南方300公尺[2]。
  - 本站為三宮站 - 大阪梅田站間，阪急神戶本線和JR神戶線最容易轉乘的車站，有許多人在這裡轉乘。若要前往六甲人工島，可在本站轉乘JR前往住吉站，搭乘六甲人工島線，或是搭乘直達六甲人工島的觀光巴士。
- 計程車招呼站（車站南側 阪急計程車專用）
- 甲南大學
- 神戶藥科大學
- 甲南女子大學
- 甲南女子中学校・高等學校
- 岡本梅林公園
- 神戶市本山地域福祉中心
- 神戶岡本郵局
- 山手幹線

### 公車路線
- 神戶市巴士（JR本山站前公車站）
  - 30系統  往 阪神深江・東灘高校・深江濱町
  - 31系統  往 JR甲南山手/渦森台
  - 33系統  往 JR甲南山手/阪神御影南口
  - 34系統  往 JR甲南山手/魚崎濱町
  - 43系統  往 Sunshine Wharf（循環）
- みなと觀光巴士（阪急岡本站南側公車站）
  - 12系統  往 阪神御影・六甲人工島／夙川Green Town（阪急夙川站)

## 相鄰車站
阪急電鐵
 神戶本線
■特急、■通勤特急
夙川（HK-09）－岡本（HK-11）－神戶三宮（HK-16）
■快速急行
夙川（HK-09）－岡本（HK-11）－六甲（HK-13）
■急行、■通勤急行、■普通
蘆屋川（HK-10）－岡本（HK-11）－御影（HK-12）